# Babenhausen, Bayern
Babenhausen är en köping (Markt) i Landkreis Unterallgäu i Regierungsbezirk Schwaben i förbundslandet Bayern i Tyskland.
Köpingen ingår i kommunalförbundet Babenhausen tillsammans med kommunerna Egg an der Günz, Kettershausen, Kirchhaslach, Oberschönegg och Winterrieden.